# Marcus Van Langen
Marcus Van Langen is de artiestennaam van de Duitse muzikant Marcus Lang (geb. 1971). Hij is bekend als vertegenwoordiger van het genre Mittelalter-Rock, een Duitse stroming die middeleeuwse folk combineert met rockmuziek. 
Van Langen speelt zowel solo als met zijn band Des Teufels Lockvögel.

## Discografie
- 1995: Van Langen
- 1996: Ask the Runes
- 1999: Chosen Ones
- 1999: Des Teufels Lockvögel
- 2000: Schönlang Projekt
- 2002: Ales umb der Holden Frouwen Minne
- 2003: Palästinalied-Projekt (Re-Release 2008)
- 2005: Carmina Mystica
- 2005: Zeychen der Zeyt
- 2007: Alte Zeyten - Gesammelte Jugendsünden 1994 - 2000
- 2008: Schwarze Kunst